# Tsalka (stad)
Tsalka (Georgisch: წალკა, Grieks: Τσάλκα) is een stad in het zuiden van Georgië met 3.708 inwoners (2024), gelegen in de regio (mchare) Kvemo Kartli. Het is het bestuurlijk centrum van de gelijknamige gemeente en ligt hemelsbreed 60 kilometer westelijk van hoofdstad Tbilisi. Tsalka is gesitueerd in het Tsalka-plateau op 1.470 meter boven zeeniveau.

## Geschiedenis
De huidige plek van Tsalka werd al in de middeleeuwen bewoond onder de naam de naam Edzani en was het centrum van Trialeti. Er waren in de directe omgeving ooit zes kerken, waarvan de 6e-eeuwse Edzani kerk nog bestaat. Dit is tegenwoordig de Grieks-orthodoxe kerk in Tsalka.
De naam Tsalka werd in de middeleeuwen al gebruikt en behoorde toe aan een nabijgelegen nederzetting die tegenwoordig op de bodem van het Tsalka-reservoir ligt, ter hoogte van het hedendaagse dorp Tbeti. Tussen de 10e en 15e eeuw was Tsalka het religieus centrum van Trialeti, met een bisschopszetel. Na de middeleeuwen raakte het gebied ontvolkt door aanhoudende twisten tussen het Ottomaanse Rijk en Safavidisch Perzië.

### Griekse hervestiging
De moderne nederzetting Tsalka werd medio 1830 opgericht toen de autoriteiten van het Russische Rijk de Pontische Grieken en Oeroems uit het Ottomaanse Rijk toestonden zich hier te vestigen. Deze Grieken kwamen uit gebieden van het Ottomaanse Rijk die door het Russische leger waren veroverd in de Russisch-Turkse Oorlog van 1828-1829.
De Grieken stichtten eerst Besjtasjeni, vijf kilometer ten noordoosten van het huidige Tsalka, en kort daarop werden enkele andere plaatsen in de buurt opgericht, waaronder het dorp Barmaksizi (Georgisch: ბარმაქსიზი). De naam was afgeleid van het Turkse Barmaksız waar de Grieken die hier neerstreken vandaan kwamen. De nieuwe Griekse bewoners ontmantelden en gebruikten de oude kerken voor de bouw, waarbij de inscripties van de Tsalka-kerk verloren gingen.

### Stuwdam
In 1930 werd Barmaksizi het centrum van het gelijknamige rajon, de hedendaagse gemeente Tsalka. Door de bouw van een stuwdam, verschillende waterkrachtcentrales in de Chrami rivier en de vorming van het Tsalka-reservoir vanaf de jaren 1930, werd Barmaksizi het logistieke centrum voor de bouw hiervan. In 1932 werden het dorp en het district omgedoopt tot Tsalka.
Volgens een decreet van de NKVD van de Sovjet-Unie in 1945 werden 500 krijgsgevangen in Tsalka tewerkgesteld voor de bouw van een elektriciteitsknooppunt van de Chramhesi-waterkrachtcentrale. In 1957 werd Tsalka verheven tot een Nederzetting met stedelijk karakter (daba). Na de vestiging van diverse industriële bedrijven (werktuigbouwkunde, textiel- en voedingsindustrie, bouwnijverheid) en de start van de aanleg van de spoorlijn Marabda - Achalkalaki, werden in 1984 stadsrechten verleend.

## Demografie
Begin 2024 had Tsalka 3.708 inwoners, een opmerkelijk hoge stijging van bijna 60% sinds de volkstelling van 2014. Tegen het einde van de jaren tachtig en vooral na het uiteenvallen van de Sovjet-Unie emigreerde een aanzienlijk deel van de Griekse bevolking van het gebied en de stad Tsalka naar Rusland, voornamelijk naar de Noordelijke Kaukasus en in de jaren negentig naar Griekenland. De bevolking van de stad daalde in de periode 1989-2002 met ruim driekwart.
| Aantal                                                           | - | 1.650 | 4.875 | 7.065 | 5.819 | 6.245 | 8.043 | 1.741 | 2.326 | 3.008 | 3.708 |
| Verantwoording data: Bevolkingsstatistiek Georgië 1897 tot heden |   |       |       |       |       |       |       |       |       |       |       |

### Etniciteit

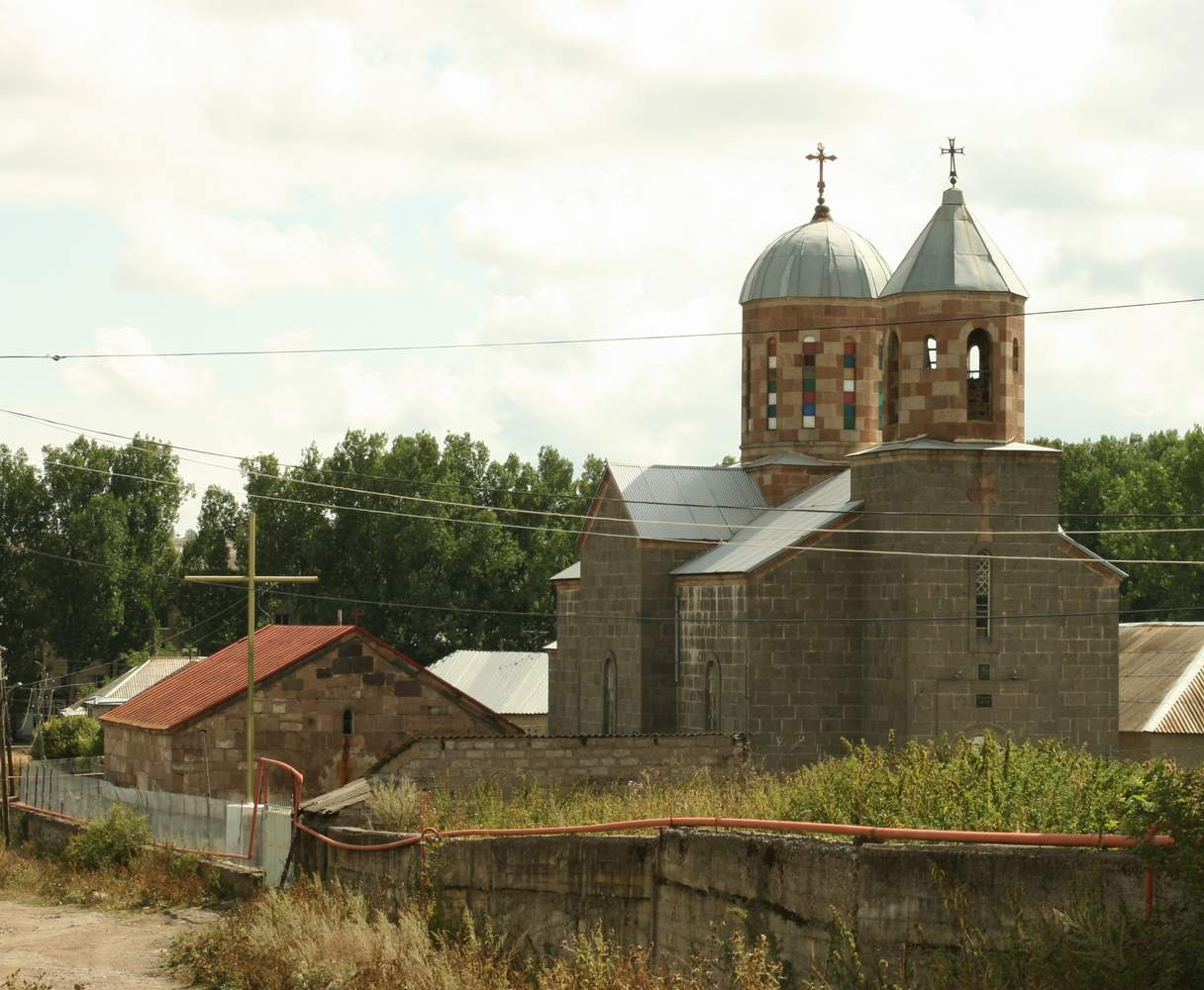
Griekse kerk in Tsalka

De bevolking van Tsalka bestond in 2014 voor ruim 82% uit Georgiërs/Adzjaren en bijna 14% uit Pontische Grieken. Het restant was vrijwel gelijk verdeeld over Azerbeidzjanen (1,8%) en Armeniërs (1,4%). In het verleden was het district Tsalka het centrum van de Pontisch Griekse gemeenschap in Georgië.
In 1979 woonden er 30.811 Grieken in het district Tsalka, hetgeen 62% van de bevolking was en bijna een derde van alle Grieken in de Georgische Sovjetrepubliek. In de stad Tsalka was bijna 93% Grieks (5.739 van de 6.196 inwoners). Het aantal Grieken nam na de val van het communisme echter drastisch af, vooral vanwege emigratie naar Griekenland. Bij de volkstelling van 2014 was dit naar minder dan 14% gedaald, en waren Georgiërs de dominante etnische groep geworden.
| Georgiërs | 0%    | 3,4%  | 2,2%  | 22,9% | 82,2% |
| Armeniërs | 0%    | 3,5%  | 2,1%  | 11,3% | 1,4%  |
| Grieken   | 100%  | 70,6% | 92,6% | 58,7% | 13,8% |
| Russen    | 0%    | 19,7% | 1,8%  | 1,9%  | -     |
| Tsalka    | 1.655 | 4.875 | 6.196 | 2.411 | 2.326 |

## Bezienswaardigheden

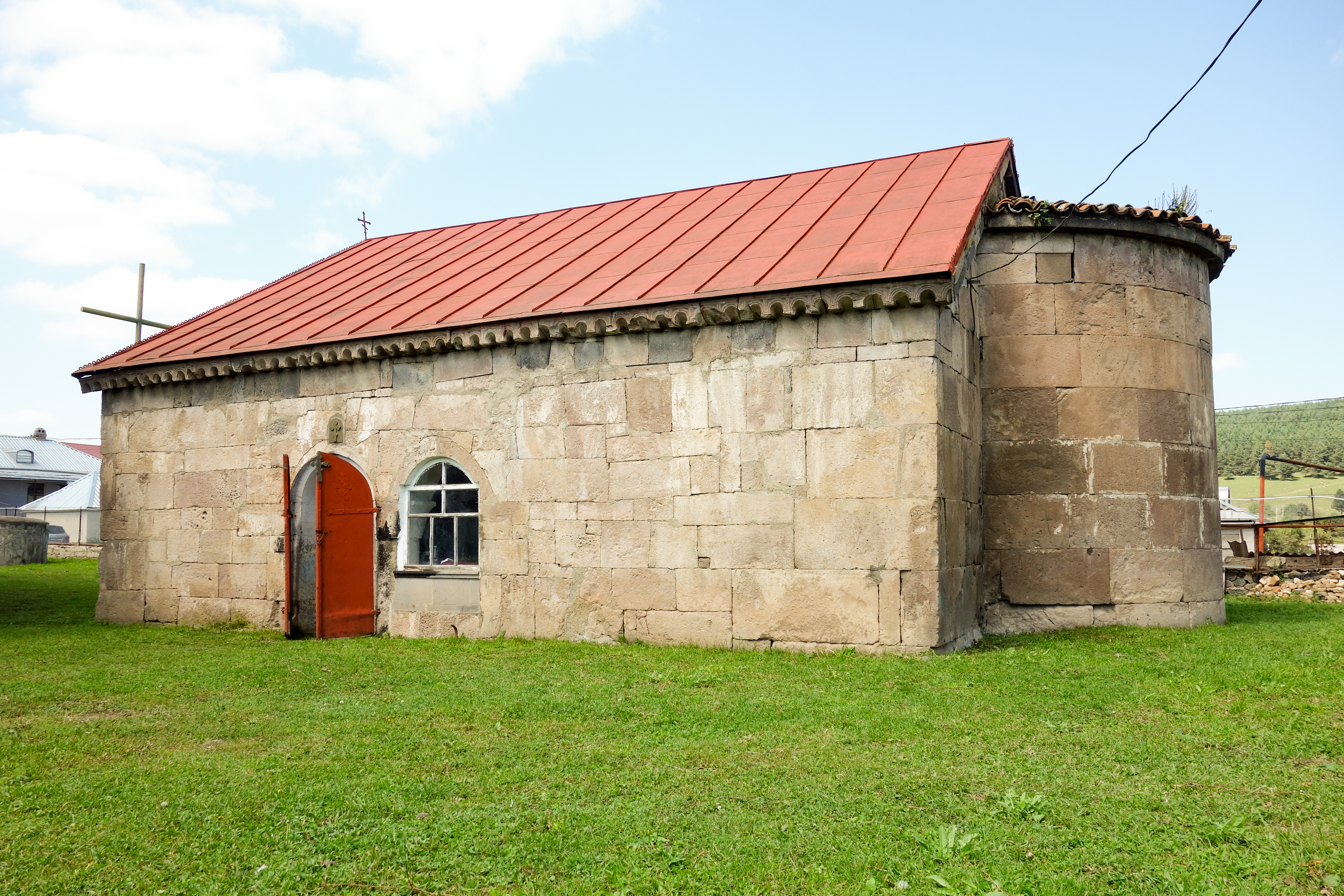
Georgische kerk (6e eeuw)

In de stad zijn geen bijzondere bezienswaardigheden, behalve de 19e-eeuwse Griekse kerk en 6e-eeuwse Georgische kerk er naast. Buiten de stad zijn enkele bezienswaardigheden, zoals:
- Dasjbasji Canyon Natuurmonument. Een ongeveer 8 kilometer lange kloof van de Chrami-rivier tussen Tsalka en Trialeti, met watervallen en een grote biodiversiteit.[16] De kloof heeft een diepte van ongeveer 300 meter.
- Tsalkareservoir.

## Vervoer

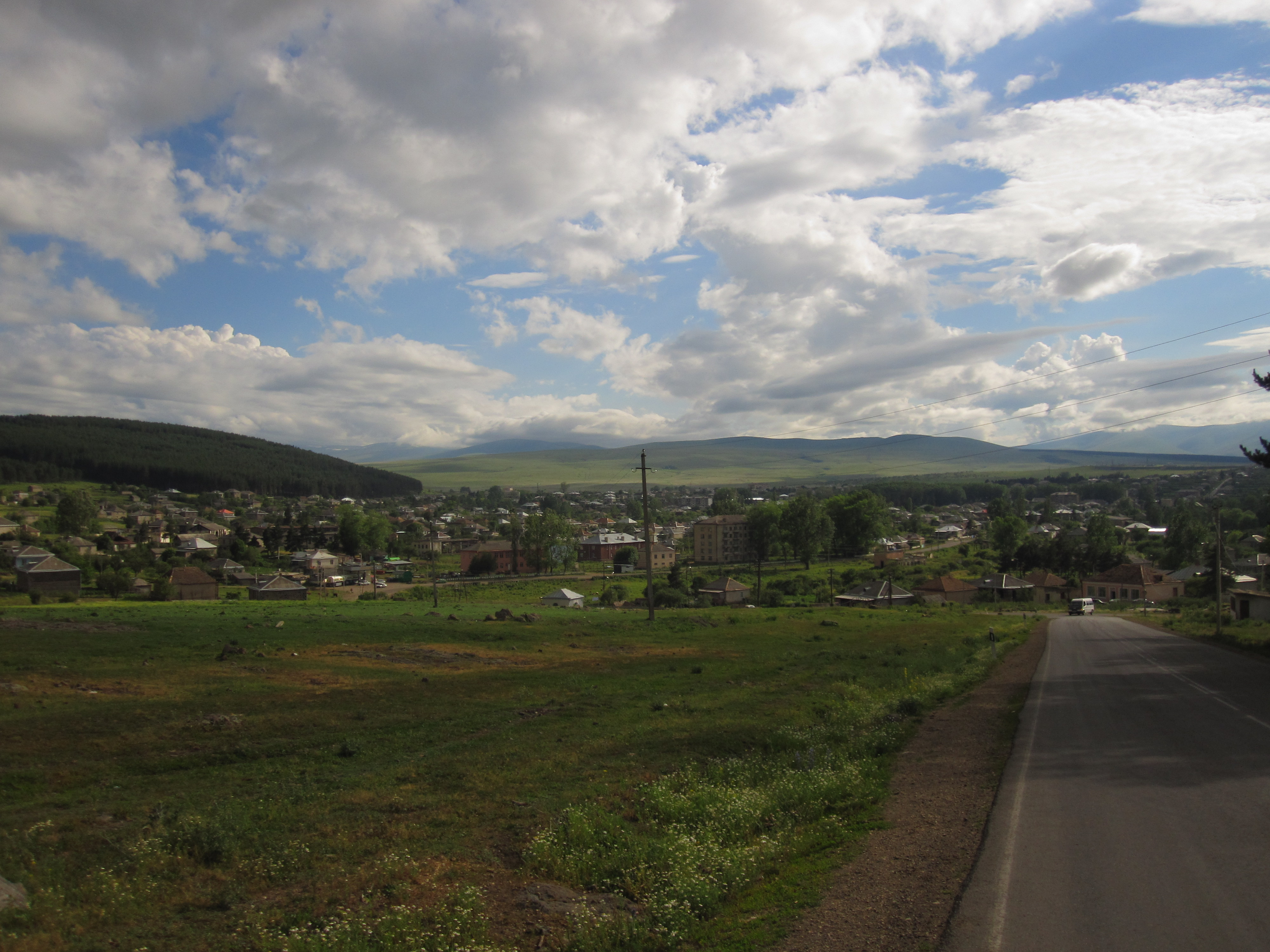
De nationale route Sh31 is de nationale hoofdroute door Tsalka.

De belangrijkste doorgaande weg door de stad is de nationale route Sh31 die Tbilisi via Tsalka met de regio Samtsche-Dzjavacheti verbindt en in Ninotsminda eindigt, vlak bij de Armeense grens. Verder verbindt de Sh33 de stad met Trialeti, Bediani, Tetritskaro en Marneoeli.
Sinds de jaren tachtig van de twintigste eeuw is Tsalka verbonden met het spoor. Toen werd een lijn geopend vanaf Marabda (in de spoorlijn Tbilis - Marneoeli) via Tetritskaro, Tsalka, en Ninotsminda naar het eindpunt in Achalkalaki. Deze route is feitelijk sinds 2007 buiten gebruik voor passagiersvervoer toen deze grondig gemoderniseerd werd in het kader van de spoorlijn Bakoe-Tbilisi-Kars. Sinds 2017 rijden er internationale goederentreinen over het traject en werd het lokale passagiersvervoer niet hervat.